# Llengües pama-nyunga
Les llengües pama-nyunga són la família de llengües aborígens australianes més estesa, que inclou 306 de 400 llengües aborígens a Austràlia. El nom "pama-nyunga" deriva de les llengües dels dos extrems de la serralada, les llengües pama del nord-est d'Austràlia (on la paraula "home" és pama) i les llengües nyunga del sud-oest d'Austràlia (on la paraula "home" és nyunga).
Les altres famílies lingüístiques autòctones del continent d'Austràlia es refereixen ocasionalment, per exclusió, com a llengües no pama-nyungan, encara que aquest no és un terme taxonòmic. La família Pama-Nyunga representa la major part de la difusió geogràfica, la major part de la població aborigen i la major part de les llengües. La majoria de les llengües pama-nyunga són parlades per petits grups ètnics de centenars de parlants o menys. Moltes llengües, sigui per malalties o per eliminació dels seus parlants, s'han extingit, i gairebé totes les restants estan en perill d'alguna manera. Només a les parts centrals interiors del continent les llengües pama-nyunga continuen sent parlades amb vigor per tota la comunitat.
La família pama-nyunga va ser identificada i anomenada per Kenneth L. Hale, en el seu treball sobre la classificació de les llengües natives australianes. La investigació de Hale el va portar a la conclusió que de les llengües aborígens australianes, una família relativament estretament interrelacionada s'havia estès i proliferat per la major part del continent, mentre que aproximadament una dotzena de famílies es concentraven al llarg de la costa nord. Hi ha consens entre els lingüistes sobre l'existència d'aquesta família, per bé que hi ha algunes veus que l'han posada en qüestió, notablement la del lingüista anglès Robert Malcolm Ward Dixon.

## Tipologia
Evans i McConvell descriuen les llengües pama-nyunga típiques, com ara el warlpiri, com a llengües de marcatge dependent i exclusivament amb sufixos que no tenen gènere, alhora que assenyalen que algunes llengües que no són pama-nyunga, com ara el tangkic, comparteixen aquesta tipologia, mentre que algunes llengües pama-nyunga com el Yanyuwa, marquen el principi i prefixen el llenguatge amb un sistema de gènere complicat.

## Història

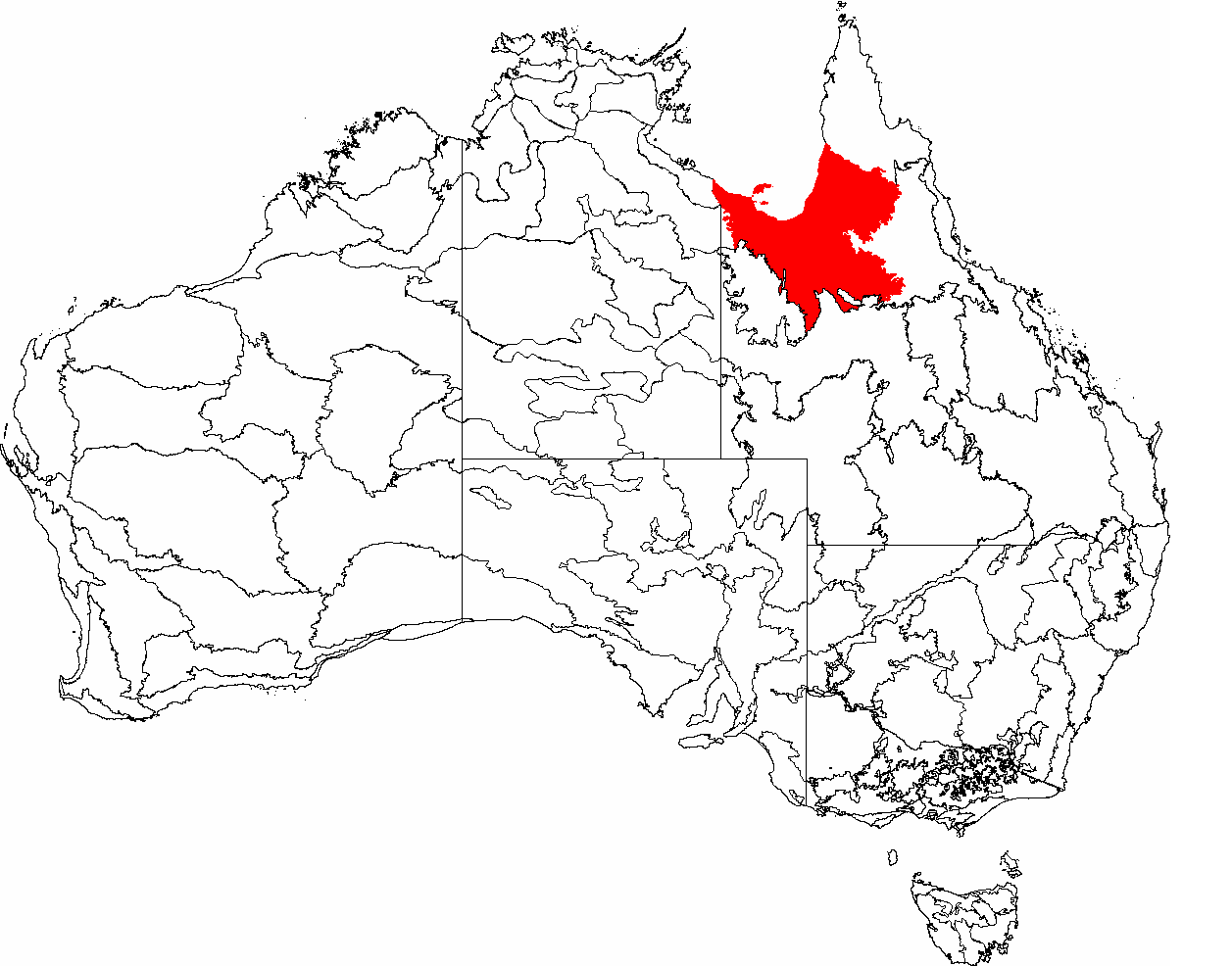
Les Planes del Golf semblen ser la regió originària de les llengües protopama-nyunga

El proto-pama-nyunga podria haver-se parlat fa uns 5.000 anys, molt després que els australians indígenes comencessin a habitar Austràlia fa entre 40.000 i 60.000 anys. Els motius pels quals les llengües pama-nyunga es van estendre per la major part del continent i van desplaçar altres llengües pre-pama-nyunga no es coneixen, però una possibilitat és que la llengua s'hagués pogut transferir d'un grup a un altre juntament amb la cultura i el ritual.  Donada la relació de cognats entre grups, sembla que les llengües pama-nyunga tenen moltes de les característiques d'una àrea lingüística, cosa que indica l'antiguitat de múltiples onades de contacte cultural entre grups. Dixon en particular ha argumentat que els arbres genealògics trobats amb moltes famílies lingüístiques no encaixen en la família pama-nyunga. Utilitzant filogenètica computacional, Bouckaert, Bowern & Atkinson (2018) postulen una expansió de l'Holocè mitjà de Pama-Nyunga des de les planes del golf del nord-est d'Austràlia.
El primer a identificar aquesta família va ser el lingüista nord-americà Kenneth Locke Hale l'any 1964. Entre diverses teories, la que més evidències reuneix és la publicada per Bouckaert, R.; Bowern C. i Atkinson Q. que proposa la possibilitat que sigui una família originària del nord-est del continent, a l'anomenada Plana del Golf que es va expandir fa entre quatre i sis mil anys, relativament recentmentment, doncs. Per desenvolupar aquesta teoria fan servir mètodes genètics, la lingüística diacrònica, troballes arqueològiques i registres pre-històrics. Altres teories proposen que aquesta expansió és molt més antiga, algunes fa quaranta mil anys o que en fa set mil.
Resseguir la història d'aquesta comunitat lingüística des de la perspectiva de la lingüística diacrònica és difícil perquè el global de les llengües australianes formen una àrea lingüística en què diversos trets lingüístics són comuns malgrat que no formin part d'una mateixa família lingüística: des de lèxic fins a altres aspectes. Aquest fet també complica la classificació interna dels grups i les llengües de la família lingüística. Actualment la totalitat de les llengües de la família són llengües amenaçades o bé llengües mortes, i s'han desenvolupat diversos criolls i pidgins pel contacte amb l'anglès. El declivi d'aquestes llengües s'inicia a finals del segle xviii, a causa de la colonització britànica.

## Classificació
La gran diversitat de llengües de la família, a més de molts altres factors, fan difícil una classificació interna de la família lingüística. Generalment, se n'havien descrit desenes de branques amb graus de proximitat diversos. Recentment, però, a partir de mètodes computacionals se n'ha establert una classificació més estructurada.
Altres autors, com Nicholas Evans (1997), a més, han proposat una macro família que emparentaria les llengües pama-nyunga amb les de les famílies garawa i tàngkica. Aquesta és la teoria de l'anomenada família macro-pama-nyunga.

### Classificació tradicional
A la costa est, des del cap York fins a l'estret de Bass, hi ha:
- Kala Lagaw Ya (1)
- Paman (41)
- Yidiny (1)
- Dyirbalic (5)
- Maric (26)
- Waka–Kabic (5)
- Durubulic (5)
- Bandjalangic (4)
- Gumbaynggiric (2)
- Anewan (Nganyaywana) (1)
- Wiradhuric (central de NSW; a l'interior de Yuin–Kuric) (5)
- Yuin–Kuric (14)
- Gippsland (5)

Continuant per la costa sud, de Melbourne a Perth:
- Yotaiòtic (una mica cap a l'interior) (2)
- Kulinic (13)
- Lower Murray (9)
- Thura-Yura (8)
- Mirniny (2)
- Nyungic (SW) (11)

A la costa oest:
- Kartu (5)
- Kanyara–Mantharta (8)
- Ngayarta (12)
- Marrngu (3)

Terra endins cap a Paman, al sud de les llengües del nord que no són pama-nyungan, hi ha:
- Ngumpin–Yapa (10)
- Warumungu (1)
- Warluwaric (5)
- Kalkatungic (2)
- maii (maiabi) (7)

Envoltats per aquestes branques hi ha:
- Wati (15), la gran extensió interior a l'oest
- Arandic (9), al centre nord
- Karnic (18), a l'oest
- Yardli (Yarli) (3), a l'oest
- Muruwari (1)
- Baagandji (Darling; a l'interior de Lower Murray) (2)

Separat al nord de la resta de Pama–Nyungan es troba:
- Yolŋu (10)

Algunes de les inclusions a cada branca són només provisionals, ja que moltes llengües es van extingir abans que poguessin ser documentades adequadament. No s'inclouen desenes de llengües mal documentades i extingides, com ara el barranbinja i les llengües del Burdekin inferior .

### Classificació segonsBowerniAtkinson(2012)
|  | Iorta-iorta      |
|  |                  |
|  | Gunai            |
|  |                  |
|  | Pallanganmiddang |
|  |                  |

|  | Llengües kulin |
|  |                |
|  | Bungandidj     |
|  |                |

|  | Iorta-iorta      |
|  |                  |
|  | Gunai            |
|  |                  |
|  | Pallanganmiddang |
|  |                  |

|  | Llengües kulin |
|  |                |
|  | Bungandidj     |
|  |                |

|  | Iorta-iorta      |
|  |                  |
|  | Gunai            |
|  |                  |
|  | Pallanganmiddang |
|  |                  |

|  | Llengües kulin |
|  |                |
|  | Bungandidj     |
|  |                |

|  | Iorta-iorta      |
|  |                  |
|  | Gunai            |
|  |                  |
|  | Pallanganmiddang |
|  |                  |

|  | Llengües kulin |
|  |                |
|  | Bungandidj     |
|  |                |

|  | Llengües yuin–kuric                         |
|  |                                             |
|  | Llengües del centre de Nova Gal·les del Sud |
|  |                                             |

|  | Llengües durubàliques        |
|  |                              |
|  | Llengües iugambeh-bundjalung |
|  |                              |
|  | Llengües gumbaynggiriques    |
|  |                              |
|  | Llengües waka-kabic          |
|  |                              |

|  | Iorta-iorta      |
|  |                  |
|  | Gunai            |
|  |                  |
|  | Pallanganmiddang |
|  |                  |

|  | Llengües kulin |
|  |                |
|  | Bungandidj     |
|  |                |

|  | Iorta-iorta      |
|  |                  |
|  | Gunai            |
|  |                  |
|  | Pallanganmiddang |
|  |                  |

|  | Llengües kulin |
|  |                |
|  | Bungandidj     |
|  |                |

|  | Iorta-iorta      |
|  |                  |
|  | Gunai            |
|  |                  |
|  | Pallanganmiddang |
|  |                  |

|  | Llengües kulin |
|  |                |
|  | Bungandidj     |
|  |                |

|  | Iorta-iorta      |
|  |                  |
|  | Gunai            |
|  |                  |
|  | Pallanganmiddang |
|  |                  |

|  | Llengües kulin |
|  |                |
|  | Bungandidj     |
|  |                |

|  | Llengües yuin–kuric                         |
|  |                                             |
|  | Llengües del centre de Nova Gal·les del Sud |
|  |                                             |

|  | Llengües durubàliques        |
|  |                              |
|  | Llengües iugambeh-bundjalung |
|  |                              |
|  | Llengües gumbaynggiriques    |
|  |                              |
|  | Llengües waka-kabic          |
|  |                              |

|  | Llengües kalkatúngiques |
|  |                         |
|  | Llengües mayabic        |
|  |                         |

|                   | Llengües pama                               |
|                   |                                             |
|                   | kalaw lagaw ya                              |
|                   |                                             |
| Llengües màriques | \| \| Llengües dyirbàliques (?) \| \| \| \| |
|                   | \| \| Llengües dyirbàliques (?) \| \| \| \| |
|                   | Llengües dyirbàliques (?)                   |
|                   |                                             |

|  | Llengües dyirbàliques (?) |
|  |                           |

|  | Llengües kalkatúngiques |
|  |                         |
|  | Llengües mayabic        |
|  |                         |

|                   | Llengües pama                               |
|                   |                                             |
|                   | kalaw lagaw ya                              |
|                   |                                             |
| Llengües màriques | \| \| Llengües dyirbàliques (?) \| \| \| \| |
|                   | \| \| Llengües dyirbàliques (?) \| \| \| \| |
|                   | Llengües dyirbàliques (?)                   |
|                   |                                             |

|  | Llengües dyirbàliques (?) |
|  |                           |

|  | Llengües aràndiques |
|  |                     |
|  | Llengües thura-yura |
|  |                     |

|                                   | Llengües karnic                                     |
|                                   |                                                     |
| Nord-oest de Nova Gal·les del Sud | \| \| Iarli \| \| \| \| \| \| Paakantyi \| \| \| \| |
|                                   | \| \| Iarli \| \| \| \| \| \| Paakantyi \| \| \| \| |
|                                   | Iarli                                               |
|                                   |                                                     |
|                                   | Paakantyi                                           |
|                                   |                                                     |

|  | Iarli     |
|  |           |
|  | Paakantyi |
|  |           |

|  | Llengües aràndiques |
|  |                     |
|  | Llengües thura-yura |
|  |                     |

|                                   | Llengües karnic                                     |
|                                   |                                                     |
| Nord-oest de Nova Gal·les del Sud | \| \| Iarli \| \| \| \| \| \| Paakantyi \| \| \| \| |
|                                   | \| \| Iarli \| \| \| \| \| \| Paakantyi \| \| \| \| |
|                                   | Iarli                                               |
|                                   |                                                     |
|                                   | Paakantyi                                           |
|                                   |                                                     |

|  | Iarli     |
|  |           |
|  | Paakantyi |
|  |           |

|  | Llengües iolnu  |
|  |                 |
|  | Llengües ngarna |
|  |                 |

|                       | Llengües marrngu                     |
|                       |                                      |
| Llengües ngumpin–iapa | \| \| Llengües warumungu \| \| \| \| |
|                       | \| \| Llengües warumungu \| \| \| \| |
|                       | Llengües wati                        |
|                       |                                      |
|                       | Llengües warumungu                   |
|                       |                                      |

|  | Llengües warumungu |
|  |                    |

| Llengües pilbara | \| \| Llengües ngayarda \| \| \| \| \| \| Llengües kanyara-mantharta \| \| \| \| |
|                  | \| \| Llengües ngayarda \| \| \| \| \| \| Llengües kanyara-mantharta \| \| \| \| |
|                  | Llengües kartu–nhanda                                                            |
|                  |                                                                                  |
|                  | Llengües mirning                                                                 |
|                  |                                                                                  |
|                  | Llengües nyunga                                                                  |
|                  |                                                                                  |
|                  | Llengües yinggarda                                                               |
|                  |                                                                                  |
|                  | Llengües ngayarda                                                                |
|                  |                                                                                  |
|                  | Llengües kanyara-mantharta                                                       |
|                  |                                                                                  |

|  | Llengües ngayarda          |
|  |                            |
|  | Llengües kanyara-mantharta |
|  |                            |

|                       | Llengües marrngu                     |
|                       |                                      |
| Llengües ngumpin–iapa | \| \| Llengües warumungu \| \| \| \| |
|                       | \| \| Llengües warumungu \| \| \| \| |
|                       | Llengües wati                        |
|                       |                                      |
|                       | Llengües warumungu                   |
|                       |                                      |

|  | Llengües warumungu |
|  |                    |

| Llengües pilbara | \| \| Llengües ngayarda \| \| \| \| \| \| Llengües kanyara-mantharta \| \| \| \| |
|                  | \| \| Llengües ngayarda \| \| \| \| \| \| Llengües kanyara-mantharta \| \| \| \| |
|                  | Llengües kartu–nhanda                                                            |
|                  |                                                                                  |
|                  | Llengües mirning                                                                 |
|                  |                                                                                  |
|                  | Llengües nyunga                                                                  |
|                  |                                                                                  |
|                  | Llengües yinggarda                                                               |
|                  |                                                                                  |
|                  | Llengües ngayarda                                                                |
|                  |                                                                                  |
|                  | Llengües kanyara-mantharta                                                       |
|                  |                                                                                  |

|  | Llengües ngayarda          |
|  |                            |
|  | Llengües kanyara-mantharta |
|  |                            |

|  | Llengües iolnu  |
|  |                 |
|  | Llengües ngarna |
|  |                 |

|                       | Llengües marrngu                     |
|                       |                                      |
| Llengües ngumpin–iapa | \| \| Llengües warumungu \| \| \| \| |
|                       | \| \| Llengües warumungu \| \| \| \| |
|                       | Llengües wati                        |
|                       |                                      |
|                       | Llengües warumungu                   |
|                       |                                      |

|  | Llengües warumungu |
|  |                    |

| Llengües pilbara | \| \| Llengües ngayarda \| \| \| \| \| \| Llengües kanyara-mantharta \| \| \| \| |
|                  | \| \| Llengües ngayarda \| \| \| \| \| \| Llengües kanyara-mantharta \| \| \| \| |
|                  | Llengües kartu–nhanda                                                            |
|                  |                                                                                  |
|                  | Llengües mirning                                                                 |
|                  |                                                                                  |
|                  | Llengües nyunga                                                                  |
|                  |                                                                                  |
|                  | Llengües yinggarda                                                               |
|                  |                                                                                  |
|                  | Llengües ngayarda                                                                |
|                  |                                                                                  |
|                  | Llengües kanyara-mantharta                                                       |
|                  |                                                                                  |

|  | Llengües ngayarda          |
|  |                            |
|  | Llengües kanyara-mantharta |
|  |                            |

|                       | Llengües marrngu                     |
|                       |                                      |
| Llengües ngumpin–iapa | \| \| Llengües warumungu \| \| \| \| |
|                       | \| \| Llengües warumungu \| \| \| \| |
|                       | Llengües wati                        |
|                       |                                      |
|                       | Llengües warumungu                   |
|                       |                                      |

|  | Llengües warumungu |
|  |                    |

| Llengües pilbara | \| \| Llengües ngayarda \| \| \| \| \| \| Llengües kanyara-mantharta \| \| \| \| |
|                  | \| \| Llengües ngayarda \| \| \| \| \| \| Llengües kanyara-mantharta \| \| \| \| |
|                  | Llengües kartu–nhanda                                                            |
|                  |                                                                                  |
|                  | Llengües mirning                                                                 |
|                  |                                                                                  |
|                  | Llengües nyunga                                                                  |
|                  |                                                                                  |
|                  | Llengües yinggarda                                                               |
|                  |                                                                                  |
|                  | Llengües ngayarda                                                                |
|                  |                                                                                  |
|                  | Llengües kanyara-mantharta                                                       |
|                  |                                                                                  |

|  | Llengües ngayarda          |
|  |                            |
|  | Llengües kanyara-mantharta |
|  |                            |

|  | Iorta-iorta      |
|  |                  |
|  | Gunai            |
|  |                  |
|  | Pallanganmiddang |
|  |                  |

|  | Llengües kulin |
|  |                |
|  | Bungandidj     |
|  |                |

|  | Iorta-iorta      |
|  |                  |
|  | Gunai            |
|  |                  |
|  | Pallanganmiddang |
|  |                  |

|  | Llengües kulin |
|  |                |
|  | Bungandidj     |
|  |                |

|  | Iorta-iorta      |
|  |                  |
|  | Gunai            |
|  |                  |
|  | Pallanganmiddang |
|  |                  |

|  | Llengües kulin |
|  |                |
|  | Bungandidj     |
|  |                |

|  | Iorta-iorta      |
|  |                  |
|  | Gunai            |
|  |                  |
|  | Pallanganmiddang |
|  |                  |

|  | Llengües kulin |
|  |                |
|  | Bungandidj     |
|  |                |

|  | Llengües yuin–kuric                         |
|  |                                             |
|  | Llengües del centre de Nova Gal·les del Sud |
|  |                                             |

|  | Llengües durubàliques        |
|  |                              |
|  | Llengües iugambeh-bundjalung |
|  |                              |
|  | Llengües gumbaynggiriques    |
|  |                              |
|  | Llengües waka-kabic          |
|  |                              |

|  | Iorta-iorta      |
|  |                  |
|  | Gunai            |
|  |                  |
|  | Pallanganmiddang |
|  |                  |

|  | Llengües kulin |
|  |                |
|  | Bungandidj     |
|  |                |

|  | Iorta-iorta      |
|  |                  |
|  | Gunai            |
|  |                  |
|  | Pallanganmiddang |
|  |                  |

|  | Llengües kulin |
|  |                |
|  | Bungandidj     |
|  |                |

|  | Iorta-iorta      |
|  |                  |
|  | Gunai            |
|  |                  |
|  | Pallanganmiddang |
|  |                  |

|  | Llengües kulin |
|  |                |
|  | Bungandidj     |
|  |                |

|  | Iorta-iorta      |
|  |                  |
|  | Gunai            |
|  |                  |
|  | Pallanganmiddang |
|  |                  |

|  | Llengües kulin |
|  |                |
|  | Bungandidj     |
|  |                |

|  | Llengües yuin–kuric                         |
|  |                                             |
|  | Llengües del centre de Nova Gal·les del Sud |
|  |                                             |

|  | Llengües durubàliques        |
|  |                              |
|  | Llengües iugambeh-bundjalung |
|  |                              |
|  | Llengües gumbaynggiriques    |
|  |                              |
|  | Llengües waka-kabic          |
|  |                              |

|  | Llengües kalkatúngiques |
|  |                         |
|  | Llengües mayabic        |
|  |                         |

|                   | Llengües pama                               |
|                   |                                             |
|                   | kalaw lagaw ya                              |
|                   |                                             |
| Llengües màriques | \| \| Llengües dyirbàliques (?) \| \| \| \| |
|                   | \| \| Llengües dyirbàliques (?) \| \| \| \| |
|                   | Llengües dyirbàliques (?)                   |
|                   |                                             |

|  | Llengües dyirbàliques (?) |
|  |                           |

|  | Llengües kalkatúngiques |
|  |                         |
|  | Llengües mayabic        |
|  |                         |

|                   | Llengües pama                               |
|                   |                                             |
|                   | kalaw lagaw ya                              |
|                   |                                             |
| Llengües màriques | \| \| Llengües dyirbàliques (?) \| \| \| \| |
|                   | \| \| Llengües dyirbàliques (?) \| \| \| \| |
|                   | Llengües dyirbàliques (?)                   |
|                   |                                             |

|  | Llengües dyirbàliques (?) |
|  |                           |

|  | Llengües aràndiques |
|  |                     |
|  | Llengües thura-yura |
|  |                     |

|                                   | Llengües karnic                                     |
|                                   |                                                     |
| Nord-oest de Nova Gal·les del Sud | \| \| Iarli \| \| \| \| \| \| Paakantyi \| \| \| \| |
|                                   | \| \| Iarli \| \| \| \| \| \| Paakantyi \| \| \| \| |
|                                   | Iarli                                               |
|                                   |                                                     |
|                                   | Paakantyi                                           |
|                                   |                                                     |

|  | Iarli     |
|  |           |
|  | Paakantyi |
|  |           |

|  | Llengües aràndiques |
|  |                     |
|  | Llengües thura-yura |
|  |                     |

|                                   | Llengües karnic                                     |
|                                   |                                                     |
| Nord-oest de Nova Gal·les del Sud | \| \| Iarli \| \| \| \| \| \| Paakantyi \| \| \| \| |
|                                   | \| \| Iarli \| \| \| \| \| \| Paakantyi \| \| \| \| |
|                                   | Iarli                                               |
|                                   |                                                     |
|                                   | Paakantyi                                           |
|                                   |                                                     |

|  | Iarli     |
|  |           |
|  | Paakantyi |
|  |           |

|  | Llengües iolnu  |
|  |                 |
|  | Llengües ngarna |
|  |                 |

|                       | Llengües marrngu                     |
|                       |                                      |
| Llengües ngumpin–iapa | \| \| Llengües warumungu \| \| \| \| |
|                       | \| \| Llengües warumungu \| \| \| \| |
|                       | Llengües wati                        |
|                       |                                      |
|                       | Llengües warumungu                   |
|                       |                                      |

|  | Llengües warumungu |
|  |                    |

| Llengües pilbara | \| \| Llengües ngayarda \| \| \| \| \| \| Llengües kanyara-mantharta \| \| \| \| |
|                  | \| \| Llengües ngayarda \| \| \| \| \| \| Llengües kanyara-mantharta \| \| \| \| |
|                  | Llengües kartu–nhanda                                                            |
|                  |                                                                                  |
|                  | Llengües mirning                                                                 |
|                  |                                                                                  |
|                  | Llengües nyunga                                                                  |
|                  |                                                                                  |
|                  | Llengües yinggarda                                                               |
|                  |                                                                                  |
|                  | Llengües ngayarda                                                                |
|                  |                                                                                  |
|                  | Llengües kanyara-mantharta                                                       |
|                  |                                                                                  |

|  | Llengües ngayarda          |
|  |                            |
|  | Llengües kanyara-mantharta |
|  |                            |

|                       | Llengües marrngu                     |
|                       |                                      |
| Llengües ngumpin–iapa | \| \| Llengües warumungu \| \| \| \| |
|                       | \| \| Llengües warumungu \| \| \| \| |
|                       | Llengües wati                        |
|                       |                                      |
|                       | Llengües warumungu                   |
|                       |                                      |

|  | Llengües warumungu |
|  |                    |

| Llengües pilbara | \| \| Llengües ngayarda \| \| \| \| \| \| Llengües kanyara-mantharta \| \| \| \| |
|                  | \| \| Llengües ngayarda \| \| \| \| \| \| Llengües kanyara-mantharta \| \| \| \| |
|                  | Llengües kartu–nhanda                                                            |
|                  |                                                                                  |
|                  | Llengües mirning                                                                 |
|                  |                                                                                  |
|                  | Llengües nyunga                                                                  |
|                  |                                                                                  |
|                  | Llengües yinggarda                                                               |
|                  |                                                                                  |
|                  | Llengües ngayarda                                                                |
|                  |                                                                                  |
|                  | Llengües kanyara-mantharta                                                       |
|                  |                                                                                  |

|  | Llengües ngayarda          |
|  |                            |
|  | Llengües kanyara-mantharta |
|  |                            |

|  | Llengües iolnu  |
|  |                 |
|  | Llengües ngarna |
|  |                 |

|                       | Llengües marrngu                     |
|                       |                                      |
| Llengües ngumpin–iapa | \| \| Llengües warumungu \| \| \| \| |
|                       | \| \| Llengües warumungu \| \| \| \| |
|                       | Llengües wati                        |
|                       |                                      |
|                       | Llengües warumungu                   |
|                       |                                      |

|  | Llengües warumungu |
|  |                    |

| Llengües pilbara | \| \| Llengües ngayarda \| \| \| \| \| \| Llengües kanyara-mantharta \| \| \| \| |
|                  | \| \| Llengües ngayarda \| \| \| \| \| \| Llengües kanyara-mantharta \| \| \| \| |
|                  | Llengües kartu–nhanda                                                            |
|                  |                                                                                  |
|                  | Llengües mirning                                                                 |
|                  |                                                                                  |
|                  | Llengües nyunga                                                                  |
|                  |                                                                                  |
|                  | Llengües yinggarda                                                               |
|                  |                                                                                  |
|                  | Llengües ngayarda                                                                |
|                  |                                                                                  |
|                  | Llengües kanyara-mantharta                                                       |
|                  |                                                                                  |

|  | Llengües ngayarda          |
|  |                            |
|  | Llengües kanyara-mantharta |
|  |                            |

|                       | Llengües marrngu                     |
|                       |                                      |
| Llengües ngumpin–iapa | \| \| Llengües warumungu \| \| \| \| |
|                       | \| \| Llengües warumungu \| \| \| \| |
|                       | Llengües wati                        |
|                       |                                      |
|                       | Llengües warumungu                   |
|                       |                                      |

|  | Llengües warumungu |
|  |                    |

| Llengües pilbara | \| \| Llengües ngayarda \| \| \| \| \| \| Llengües kanyara-mantharta \| \| \| \| |
|                  | \| \| Llengües ngayarda \| \| \| \| \| \| Llengües kanyara-mantharta \| \| \| \| |
|                  | Llengües kartu–nhanda                                                            |
|                  |                                                                                  |
|                  | Llengües mirning                                                                 |
|                  |                                                                                  |
|                  | Llengües nyunga                                                                  |
|                  |                                                                                  |
|                  | Llengües yinggarda                                                               |
|                  |                                                                                  |
|                  | Llengües ngayarda                                                                |
|                  |                                                                                  |
|                  | Llengües kanyara-mantharta                                                       |
|                  |                                                                                  |

|  | Llengües ngayarda          |
|  |                            |
|  | Llengües kanyara-mantharta |
|  |                            |

## Morfosintaxi
Les llengües pama-nyunga són llengües analítiques i aglutinants i, per tant, és molt rellevant el paper dels sufixos, que tendeixen a ser d'un sol morfema. Els verbs normalment inclouen flexió de temps, d'aspecte i mode, i una llarga llista d'altres tipus de flexió. Pel que fa a la flexió nominal, habitualment distingeixen entre singular, plural o dual, i no tenen gènere (amb l'excepció notable del minjangbal).
Són llengües casuals, amb una quantitat considerable de casos (nominatiu, acusatiu, ergatiu, datiu, ablatiu, al·latiu, locatiu, instrumental, genitiu i comitatiu) i pràcticament totes les llengües són ergatives. L'ordre de la frase és generalment lliure.

## Fonologia
El conjunt del grup lingüístic és prou homogeni, si el posem amb relació a la diversitat lingüística que seria previsible en un nombre tan gran de llengües. En aquest sentit, pràcticament totes les llengües tenen un sistema vocàlic consistent en tres vocals, per bé que algunes només en tenen dues.
Pel que fa a les consonants, les llengües pama-nyunga mostren una tendència a contrastar fonemes més pel punt d'articulació que no pas pel mode d'articulació. A continuació, un inventari de les consonants més freqüents en aquestes llengües, segons Stockigt:
|           | Bilabial | Interdental | Dentoalveolar | Retroflexa | Palatal | Velar |
| --------- | -------- | ----------- | ------------- | ---------- | ------- | ----- |
| Oclusiva  | p        | th          | t             | ʈ          | c       | k     |
| Nasal     | m        | nh          | n             | ɳ          | ɲ       | ŋ     |
| Lateral   | -        | lh          | l             | ɭ          | ʎ       | ʟ     |
| Vibrant   | -        | -           | r             | -          | -       | -     |
| Semivocal | w        | -           | ɹ             | ɻ          | j       | ɰ     |